# Муниципий (Древний Рим)
Муници́пий (лат. municipium от munus — «дар, обязанность, служба» и capio — «беру») в римском государстве — город, свободное население которого получало в полном или ограниченном объёме права римского гражданства и самоуправление.
Первоначально различный муниципальный статус предоставлялся лишь отдельным городам. Все жители Италии получили полные права римского гражданства, вероятно, в эпоху между Союзнической войной 90—88 годов до н. э. и переписью, проведённой императором Октавианом Августом в 28 году до н. э. В 49 году до н. э. Цезарь предоставил римское гражданство жителям Цизальпийской Галлии. Муниципии существовали также в провинциях. Всё население империи получило римское гражданство по эдикту Каракаллы в 212 году.